# Tueng Kluet
Tueng Kluet is een bestuurslaag in het regentschap Pidie Jaya van de provincie Atjeh, Indonesië. Tueng Kluet telt 806 inwoners (volkstelling 2010).